# Мајлан (Тенеси)
Мајлан (енгл. Milan) град је у америчкој савезној држави Тенеси.

## Демографија
По попису из 2010. године број становника је 7.851, што је 187 (2,4%) становника више него 2000. године.
| Група             | 2000.         | 2010.         |
| Белци             | 5.739 (74,9%) | 5.666 (72,2%) |
| Афроамериканци    | 1.738 (22,7%) | 1.792 (22,8%) |
| Азијати           | 19 (0,2%)     | 28 (0,4%)     |
| Хиспаноамериканци | 115 (1,5%)    | 200 (2,5%)    |
| Укупно            | 7.664         | 7.851         |